# Парфений (Комэнеску)
Митрополи́т Парфе́ний (греч. Μητροπολίτης Παρθένιος в миру Петер Комэнеску рум. Petru Comănescu; род. 12 июля 1977, Берешти, Галац) — епископ греческой старостильной истинно-православной церкви Греции (Синод Пахомия); митрополит Китийский и экзарх всего Кипра (с 2008).

## Биография
Родился 12 июля 1977 года в селении Берешти. Был крещён епископом Галацким Климентом (старостильная церковь Румынии). Начальную школу завершил в родном городе, а старшую — в городе Текуч.
В 1995 году поступил в Архангельский мужской монастырь в жудеце Вранча, где был пострижен в монашество с наречением имени Парфений. Благодаря находящимся в округе подворьям ряда греческих афонских монастырей, быстро усвоил греческий язык.
В сан иеродиакона был рукоположен епископом Галацким Климентом, а 16 ноября 1998 года епископом Ясским Кассианом был рукоположен в сан иеромонаха. 19 апреля 2008 года митрополитом Вранчским Геронтием (Унгуряну) был возведён в достоинство архимандрита.
6 (19) июля 2008 года клирики и миряне Кипра избрали его для рукоположения во епископа на место скончавшегося митрополита Епифания (Панайоту) (†30.04.2005).
13 (26) июля 2008 года был пострижен в великую схиму с сохранением прежнего имени.
14 (27) июля 2008 года в церкви святой Ксении в городе Лимасоле митрополитом Кириком (Кондояннисом), митрополитом Вранчским Геронтием (Унгуряну) и митрополитом Найроби и всея Кении Матфеем (Муроки) был хиротонисан в сан епископа с возведением в достоинство митрополита Китийского и экзарха всего Кипра.
15 (28) сентября 2008 года в соборе Трёх Святителей в посёлке Трулли близ Ларнаки состоялась его интронизация.